# Kaple Čtrnácti svatých pomocníků (Mradice)
Kaple Čtrnácti svatých pomocníků v Mradicích je sakrální stavba, stojící podél cesty nedaleko návsi. Je zasvěcena Čtrnácti svatým pomocníkům, kteří jsou uctíváni společně i samostatně jako mocní přímluvci a ochránci před neštěstím a nemocemi. Kaple je chráněna jako kulturní památka.

## Historie a popis

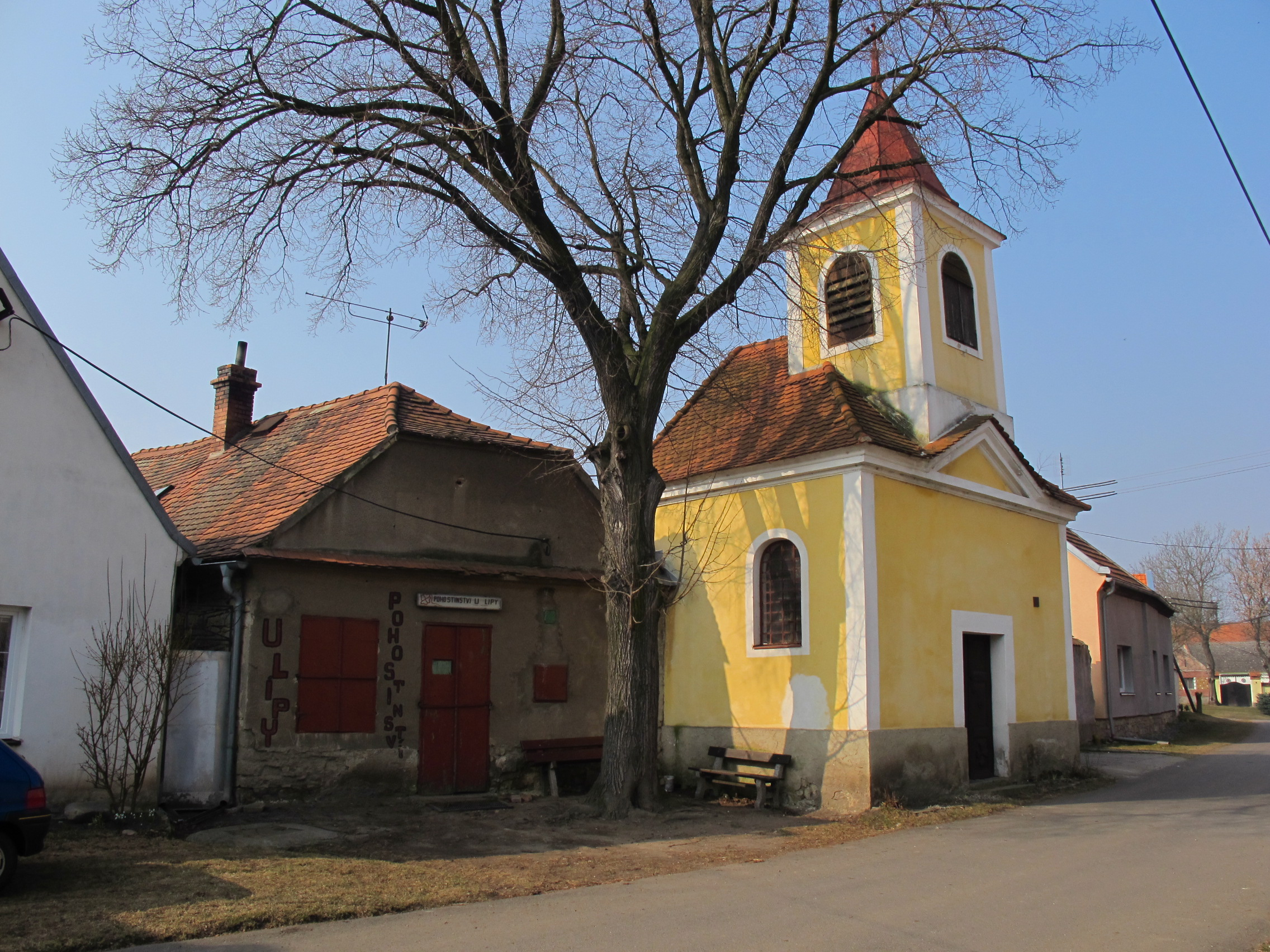
Kaple v roce 2011

Z hlediska památkové hodnoty jde o drobnou venkovskou sakrální architekturu z první poloviny 19. století, která je výrazným prvkem urbanistické skladby obce. Byla postavena v roce 1841 na místě starší kaple. Ta je v písemných pramenech doložená už v roce 1754, od kdy začínají její účty. Jak dokládají topografie z 18. a 19. století, byla původně zasvěcená svatému Jiljí, jednomu ze Čtrnácti svatých pomocníků.  Novou kapličku o svatodušní neděli 15. května 1842 benedikoval postoloprtský děkan R.D. Josef Köhler. Snad tehdy získala své stávající patrocinium, i když Sommerova Topografie Žateckého kraje, vydaná v roce 1846, ji stále uvádí jako zasvěcenou svatému Jiljí.
V roce 1887 postihl kapli požár, při němž shořel krov a věžička na střeše. Ještě téhož roku byla opravena, další oprava proběhla roku 1904. V období komunistické totality byla částečně poškozena. V roce 2001 prošla opravou, po které byla znovu požehnána.
Kaple stojí na půdorysu polokruhu. Má jednoduché ploché průčelí s menším vstupem nad kterým je římsa zvedlá do frontonu. Průčelí pak vrcholí čtverhrannou zděnou věžicí se stanovou střechou. Uvnitř má vítězný oblouk těsně za prvním oknem. Závěr kaple je zaoblený.